# Hugh Wardell-Yerburgh

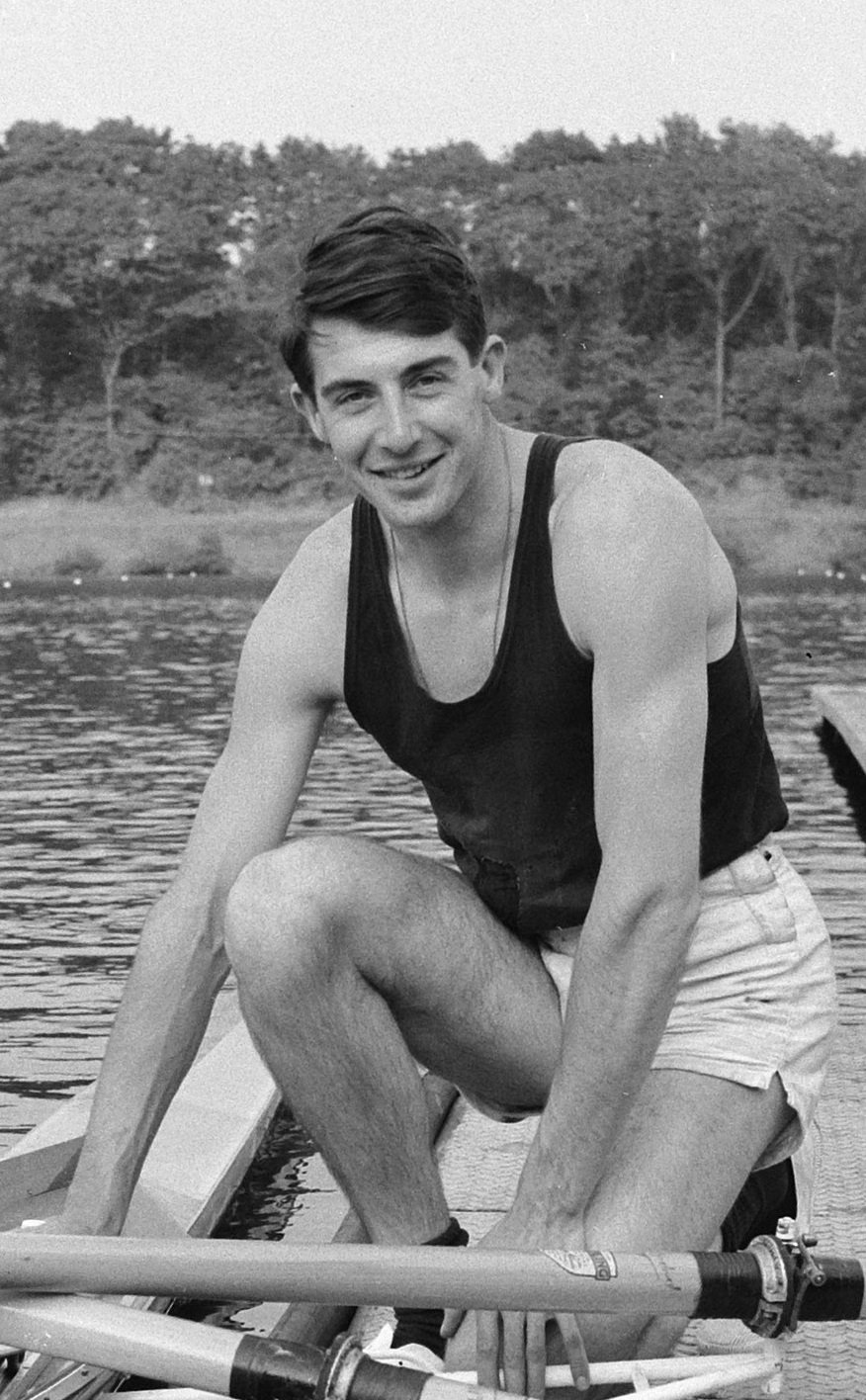
Hugh Wardell-Yerburgh (1965)

Hugh Arthur Wardell-Yerburgh (* 11. Januar 1938; † 28. Januar 1970 in Chertsey) war ein britischer Ruderer, der 1964 eine olympische Silbermedaille gewann.

## Leben
Bei den Olympischen Spielen 1964 in Tokio trat der britische Vierer ohne Steuermann in der Besetzung John Russell, Hugh Wardell-Yerburgh, William L. Barry und John James an. Die Briten gewannen ihren Vorlauf mit neun Sekunden Vorsprung vor dem Boot aus den Vereinigten Staaten und qualifizierte sich damit direkt für das Finale. Im Finale gewannen die Dänen mit einer Sekunde Vorsprung vor den Briten, eine knappe Sekunde dahinter erreichte das Boot aus den Vereinigten Staaten das Ziel. 1968 gewann Wardell-Yerburgh das Einer-Rennen bei der Henley Royal Regatta.
Der 1,89 m große Hugh Wardell-Yerburgh war verheiratet mit der Fechterin Janet Bewley Cathie, die dreimal an Olympischen Spielen teilnahm. 1970 starb Hugh Wardell-Yerburgh bei einem Verkehrsunfall.